# Pseudasellodes schadei
Pseudasellodes schadei är en fjärilsart som beskrevs av Louis Beethoven Prout 1934. Pseudasellodes schadei ingår i släktet Pseudasellodes och familjen mätare. Inga underarter finns listade i Catalogue of Life.